# Château Bayard
Le château Bayard est une ancienne maison forte, du XVe siècle, qui se dresse sur la commune de Pontcharra dans le département de l'Isère en région Auvergne-Rhône-Alpes.
Le château fait l’objet d’un classement au titre des monuments historiques par arrêté du 28 janvier 1915.

## Situation
Le château Bayard est situé dans le département français de l'Isère sur la commune de Pontcharra, ou il domine du haut de sa colline la vallée du Grésivaudan.
La terrasse sur laquelle il est construit donne sur la vallée du Grésivaudan, s'ouvrant sur de vastes territoires : les montagnes du Jura, celles du Vercors, du massif de Belledonne, de Chartreuse.

## Histoire

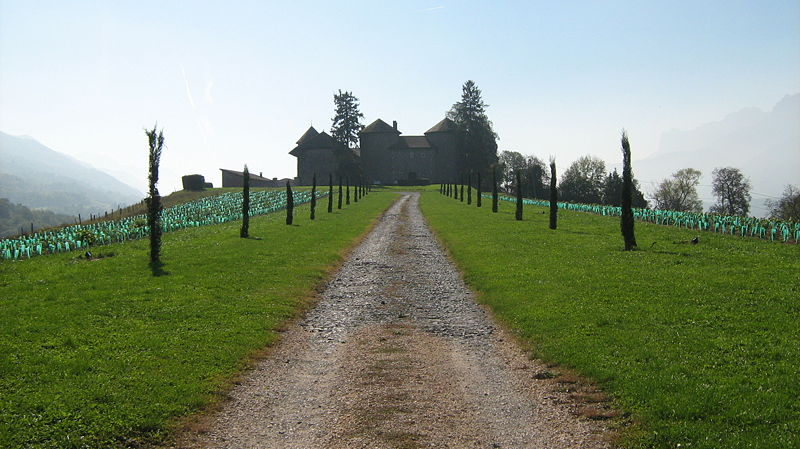
Le château Bayard à Pontcharra

À l'origine, le château de Bayard était une maison forte. Pierre Terrail premier du nom, arrière-grand-père de l'illustre chevalier « sans peur et sans reproche », était le vice-châtelain du seigneur d'Avallon.
Pierre Terrail entreprit vers 1404 la construction de sa demeure, située au lieu-dit Bayart à Pontcharra. Même s'il ne s'agissait que d'une maison forte, l'édifice qu'il fit élever était pourtant loin d'être négligeable : des illustrations du XIXe siècle montrent une demeure protégée par quatre tours rondes, élevées sur trois niveaux percés de fenêtres à meneaux. Son édification fut sujet à réclamation. La maison est au niveau du premier étage lorsque le bailli du Graisivaudan en fait cesser tous les travaux, car construite sur la frontière elle devait avoir l'aval du gouverneur du Dauphiné, conformément à un statut de 1349 par lequel Humbert II de Viennois permettait à tout particulier d'élever une maison forte sur son fond mais ne devait être ni « forteressées », ni flanquée de tours sans son autorisation. Pierre Terrail se verra accordé cette autorisation le 4 mars 1404.
Le fils de Pierre Terrail, Pierre II, prit le titre de seigneur de Bayard. Dès lors, la maison forte prit officiellement l'appellation de château.
À la mort de Pierre II Terrail en 1465 à Montlhéry, c'est son fils Aymon (1420-1496) qui prit le titre de seigneur de Bayard et occupa le château. Comme son père et son grand-père, il consacra une bonne partie de sa vie à combattre pour le compte du roi de France.
Le château revint ensuite à Pierre III Terrail, son fils, le célèbre chevalier Bayard. Il est sans doute né et a passé son enfance dans le château et l'occupa lorsqu'il n'était pas en campagne, et notamment lorsqu'il fut nommé Lieutenant-Général du Dauphiné et qu'il administra la province. Après la mort du chevalier, le château passa aux mains de son frère Georges, puis dans celles de la fille de Georges, Françoise, épouse Copier. Elle n'eut pas d'enfant et vendit château et titres en 1559 à un d'Avançon, marié à une fille Alleman. De cette famille, les droits passèrent par mariage aux Simiane de Gordes (1581), puis aux Simiane de la Coste (1677), seigneurs de Montbives et, enfin, aux Noinville (1735).
En 1698, la maison était déjà dans un état de délabrement important.
Louis-Alphonse de Noinville, émigré sous la Révolution française, fut le dernier seigneur de Bayard. Ses biens furent saisis et vendus en 1795. Les lieux nous sont alors connus à travers la rédaction du procès-verbal de confiscation de bien d'émigrés. Le château était en ruines depuis longtemps, probablement depuis Françoise Copier. Ses pierres servirent même de matériau de construction pour les habitations des alentours, malgré les protestations de quelques érudits dauphinois.
En 1865, le curé de Grignon, Jean-Baptiste Bertrand, s'y aménage une demeure pour sa retraite en réparant au mieux une partie de la bâtisse, avec l'aide du propriétaire légal. Restauré à partir de 1890, toujours dans le domaine privé, il abrite depuis 1975 dans deux de ses salles un musée exposant l'histoire du héros. Il est animé par l'association des Amis de Bayard qui depuis 1938, s'attache par ses publications régulières et ses rencontres annuelles à restaurer la véracité historique.
Le château est actuellement une propriété privée à laquelle est associé un domaine viticole d'un hectare de vignes replantées en 2006 (1/3 en blanc cépage Malvoisie, 2/3 en rouge cépage Persan) dont la production avoisine les 8 000 bouteilles par an, le tout en culture raisonnée, avec rang engazonné et programmation informatique des traitements.

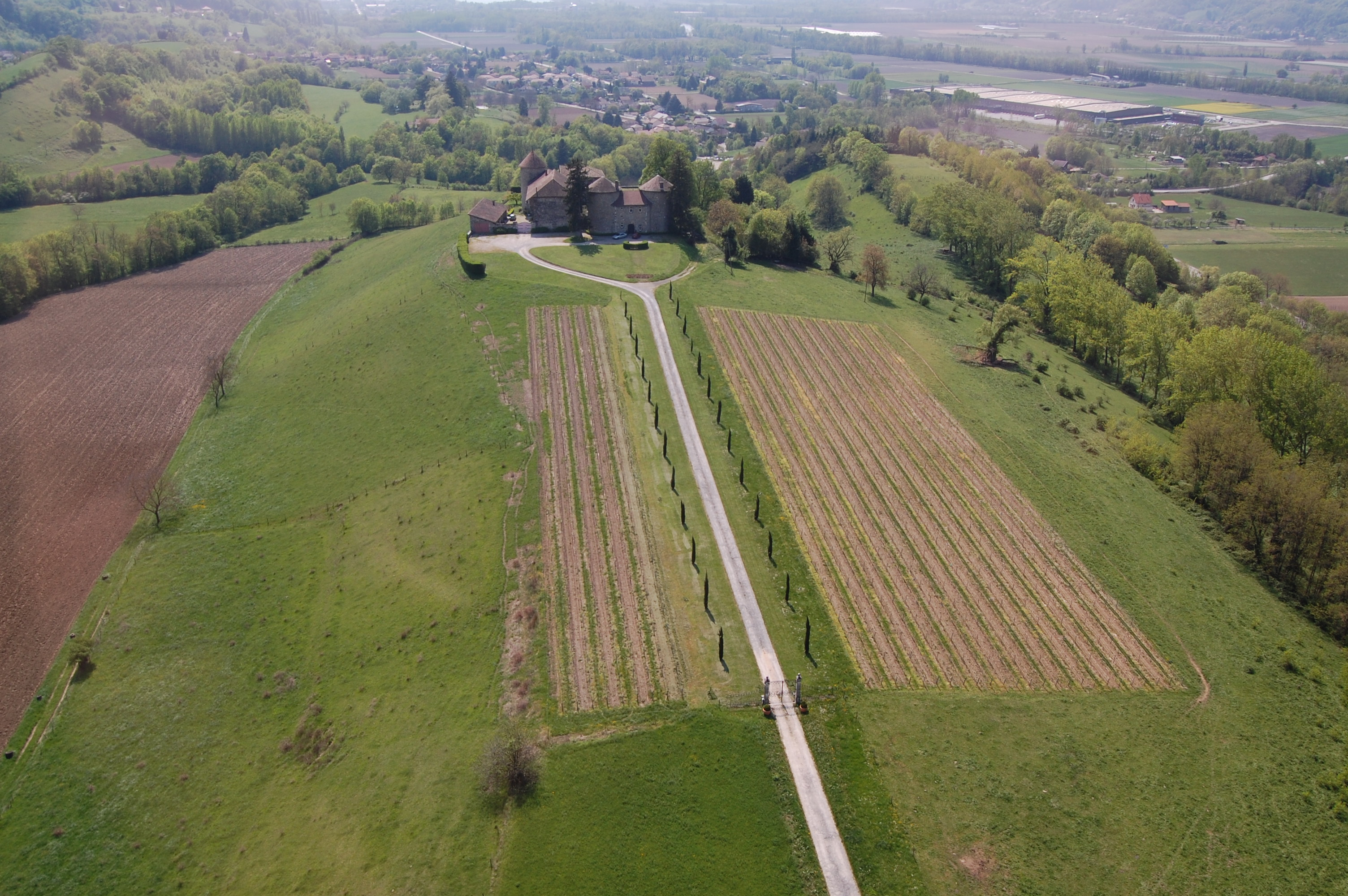
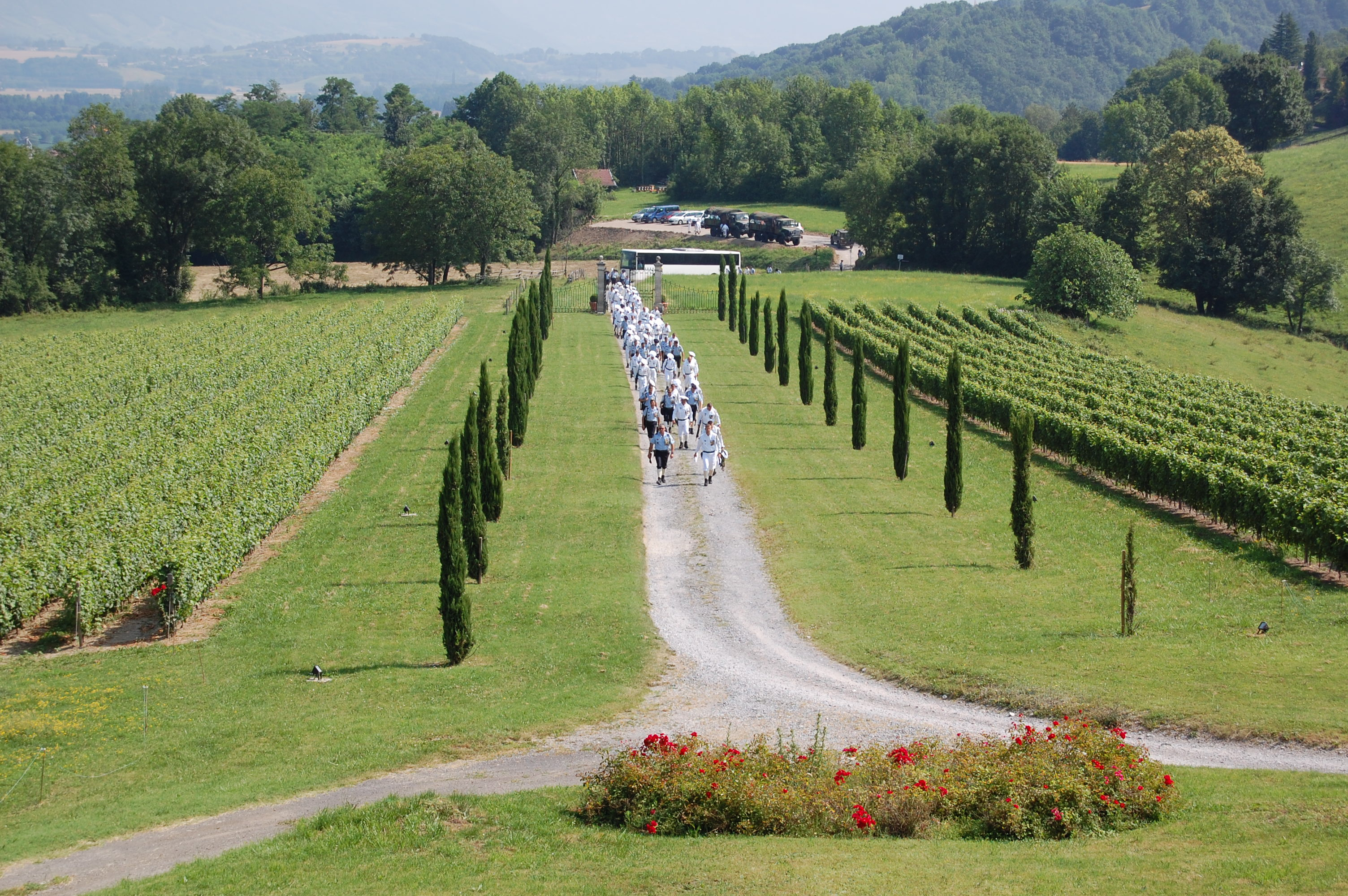
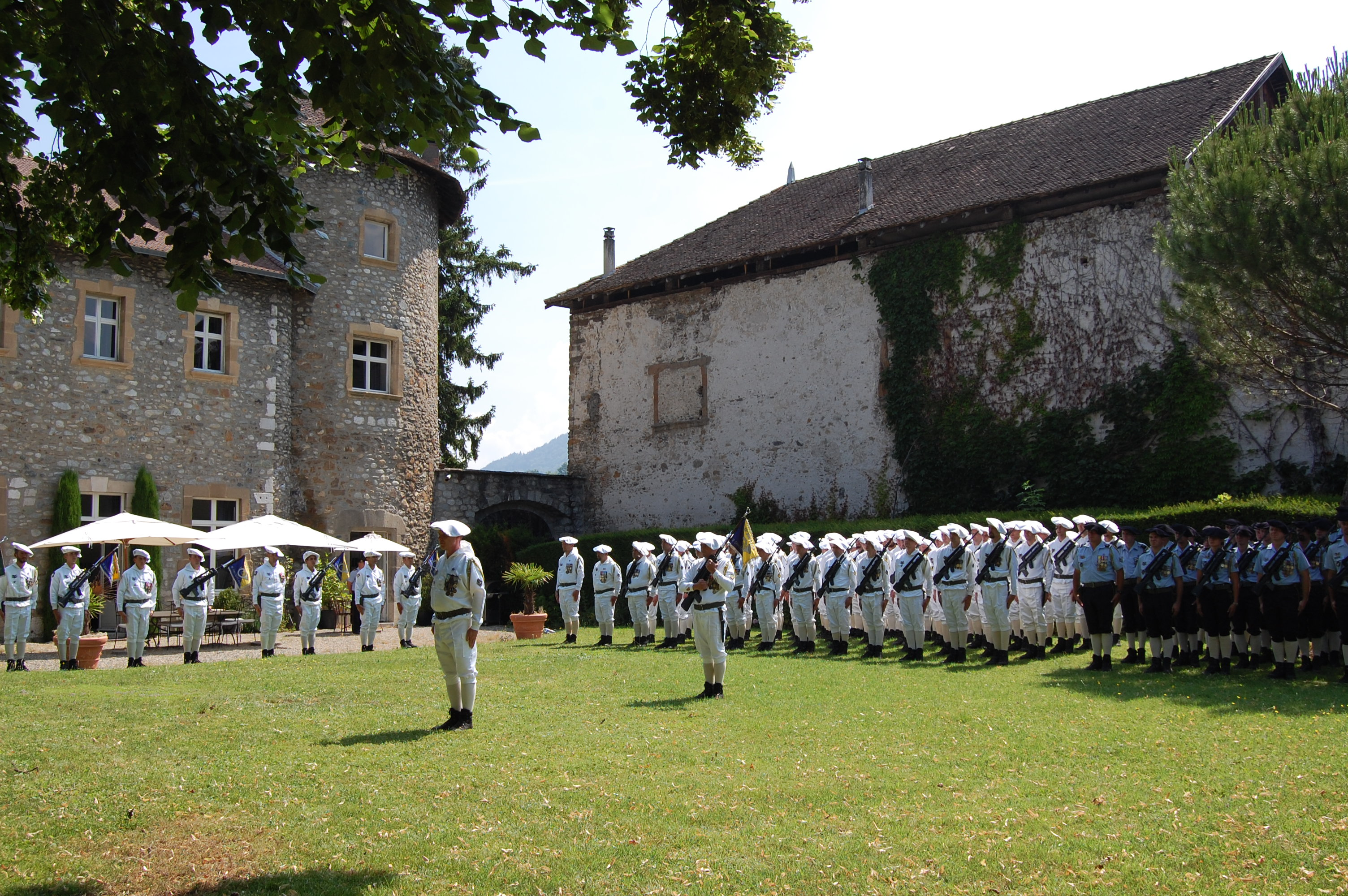